# 廢話小說
《廢話小說》是1996年出品的一部香港電影，由林海峰執導，以都市人的狂想故事為電影題材，黎明、張學友、林海峰、周慧敏、黃秋生、劉以達等演出，電影不設對白，僅以配樂和畫面來表達出劇情，在嘉禾利舞臺戲院上映。

## 情節介紹
電影由十四個短篇故事組合而成，包括：死囚坐在電椅上等待行刑；白領職員趕上班；公司老闆與下屬和妻子的相處情況；互不認識的乘客在巴士上並肩熟睡；正在減肥的女孩邊吃邊看健康舞減肥的錄影帶；男女偷情；由人手進行交易操作的汽水機；小丑和魔術師在兔女郎的喪禮上表演；看守兇案現場的警察以無聊的玩意解悶；利用二手煙向人逼供；生日壽星許願；劫匪到打劫錶行；尋找遺失的泊車證；圖書館老師的寧靜生活，整部電影僅以音樂和畫面來呈現故事內容。

## 主要角色
- 黎明－生日會壽星仔
- 劉以達－死囚
- 蘇志威－文員
- 鄭經翰－公司老闆
- 張學友－巴士男乘客
- 周慧敏－巴士女乘客
- 蘭茜－減肥女孩
- 林海峰－警察
- 黃秋生－錶行劫匪
- 蘇永康－錶行售貨員
- 關淑怡－圖書館老師

## 電影歌曲
- 主題曲：《唔知系咩既我就點會講》（作曲：王雙駿；填詞：軟硬天師；編曲：王雙駿；主唱：軟硬天師）
- 配樂：《廢話小說電影原聲音樂大碟》於1996年發行，專輯收錄了《廢話小說》電影主題曲及配樂。